# Distretto di Haquira
Il distretto di Haquira è un distretto del Perù nella provincia di Cotabambas (regione di Apurímac) con 10.437 abitanti al censimento 2007 dei quali 3.864 urbani e 6.573 rurali.
È stato istituito il 2 gennaio 1857.